# Церква Сан-Джоббе
Церква Сан-Джоббе (італ. San Giobbe) — церква у Венеції, в районі Каннареджо. Знаходиться на окремій площі біля каналу Каннареджо.
Будівництво церкви почалося в 1450 році, під патронажем Крістофо Моро. А закінчилося в 1470-х під керівництвом П'єтро Ломбардо. Моро присвятив будівництво церкви пам'яті Святого Бернандіна Сієнського, який передбачив майбутньому дожу головний пост республіки.
Багато творів Джованні Белліні і Вітторе Карпаччо було перевезено в Академію, після того, як Наполеон закрив монастир Сан-Джоббе.